# Saint-Martial-Entraygues
Saint-Martial-Entraygues é uma comuna francesa na região administrativa da Nova Aquitânia, no departamento de Corrèze. Estende-se por uma área de 7,39 km². Em 2010 a comuna tinha 88 habitantes (densidade: 11,9 hab./km²).